# Daniele Casadei (nuotatore)
Daniele Casadei (Città di San Marino, 21 luglio 1973) è un ex nuotatore sammarinese.

## Biografia
Nato nel 1973, a 19 anni ha partecipato ai Giochi olimpici di Barcellona 1992, nei 200 m stile libero, venendo eliminato in batteria con il 52º tempo, 2'06"14.